# بازار تبريز
مجموعة أسواق تبريز أو بازار تبريز هو سوق تاريخي يقع وسط مدينة تبريز بإيران. وهو أقدم الأسواق في الشرق الأوسط وأكبر سوق مسقوف في العالم مدرج على قائمة اليونسكو، مواقع التراث العالمي. زار السوق العديد من الرحالة ووالشخصيات التاريخية المعروفة مثل المقدسي، الحموي، ابن بطوطة، أولوياتشلبي التركي، ماركو بولو واودريك، وحمدالله مستوفي وكلافيخو وجون كارت رايد وشاردن والعديد غيرهم.

## التخطيط
يضم بازار تبريز مجموعة كبيرة من الأسواق منها:
- سوق أمير

وهو المركز الرئيسي لتجارة السجاد ومركز بورصة الذهب والجواهر والنسيج، ويتألف هذا السوق من 112 متجراً يعود إلى عام 1878م وقد أنشأه الميرزا محمدخان أمير نظام زنكنة. ويعتبر اليوم من أحد أكثر أسواق تبريز ازدحاماً وموقع جذب سياحي كبير.
- تيمجة مظفرية

وهو أكثر الأجزاء شهرة في سوق تبريز ويعود تاريخه إلى عام 1927م. وقد بناه أحد تجار تبريز تزامناً مع ولاية عهد مظفر الدين ميرزا القاجاري. ولذلك عرف المكان باسم مظفرية نسبة إلى ولي العهد. وأصبح هذا المكان الآن أحد المراكز الرئيسية لتجارة السجاد الأرذبيجاني. لذلك هو معروف على الصعيد الدولي. ويتألف من بناء ذو طابقين و32 متجراً لبيع السجاد.
- سوق الزجاجيات

وهو من أشد الأسواق ازدحاماً والأكثر ثروة نظراً لكون موقعه مكاناً لبيع الزجاجيات والكرستالات. لكنه اليوم لا يحتوي عليها وإنما أصبح يعرض بضائع متنوعة ويتكون هذا السوق من 35 خان و25 تيمجة و11 دهليز وحوالي 5500 متجر يقوم ببيع حوالي 40 نوع من السلع المختلفة.

## التاريخ
تحتل مدينة تبريز موقعاً مهماً للتبادل الثقافي منذ العصور القديمة .ويعتبر البازار واحد من أهم المراكز التجارية على طريق الحرير .يقع في مركز مدينة تبريز , إيران .ويتألف البازار من مجموعة بازارات فرعية، مثل بازار أمير (لبيع الذهب والجواهر),بازار المظفرية (لبيع السجاد),بازار الأحذية، والعديد من البازارات الأخرى المخصصة لبيع أنواع السلع.كانت أكثر أوقات السوق إزدهاراً خلال القرن السادس عشرحينما كانت مدينة تبريز عاصمة الدولة الصفوية ورغم إن العاصمة انتقلت خلال القرن السابع عشر الا إن السوق بقى محافظاً على أهميته الإقتصاية والتجارية. وعل الرغم من إن العديد من الأسواق الحديثة والمجمعات التجارية أفتتحت هذه الأيام الاإن بازار تبريز مازال القلب التجاري لمدينة تبريز وشمال غرب إيران. لعب بازار تبريز دوراً سياساً مهماً خلال الثورة الدستورية الفارسية مطلع القرن العشرين وخلال الثورة الإسلامية الإيرانية عام 1979. أدرج البازار على قائمة التراث العالمي في تموز/يولية 2010.

## المناسبات
يستخدم بازار تبريز لإحياء عدد من الشعائر الدينية ومن أشهرها يوم عاشوراء حيث تتوقف الحركة التجارية في البازار لمدة عشرة إيام تقام خلالها المجالس الحسينية.ومثل باقي الأسواق في منطقة الشرق الأوسط هناك عدد من المساجد مبنية خلف البازار من أهمها مسجد جامع تبريز.

## الترميم
بعد عام 2000 بدأت منظمة التراث التأريخي) الإيرانية مشروع لترميم البازار، بمشاركة أصحاب المحلات .فازت عملية إعادة الترميم ب (جائزة إيجا خان للعمارة) عام 2013 ..

## معرض صور

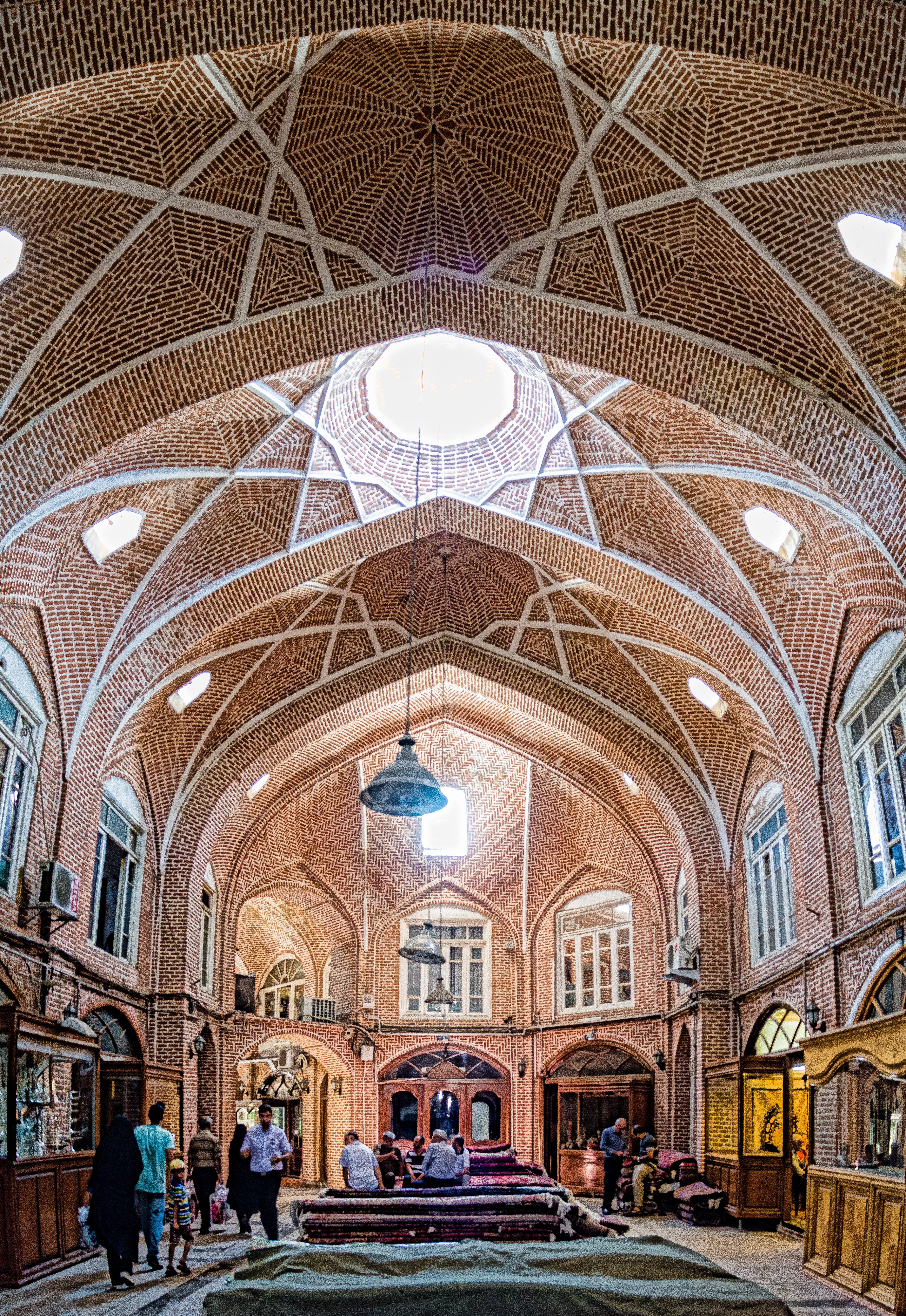
بازار تبريز في ايران
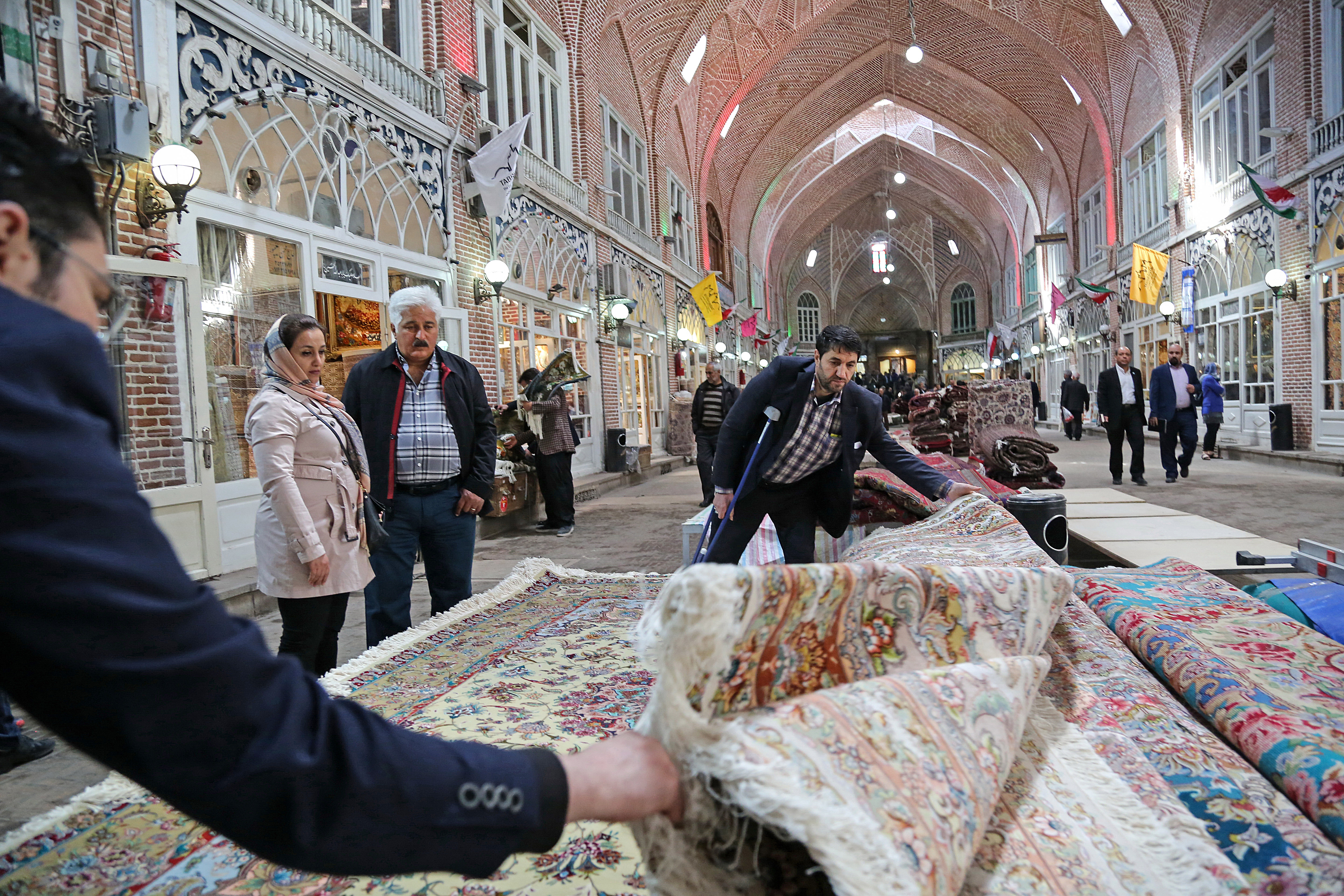
بيع السجاد في بازار تبريز
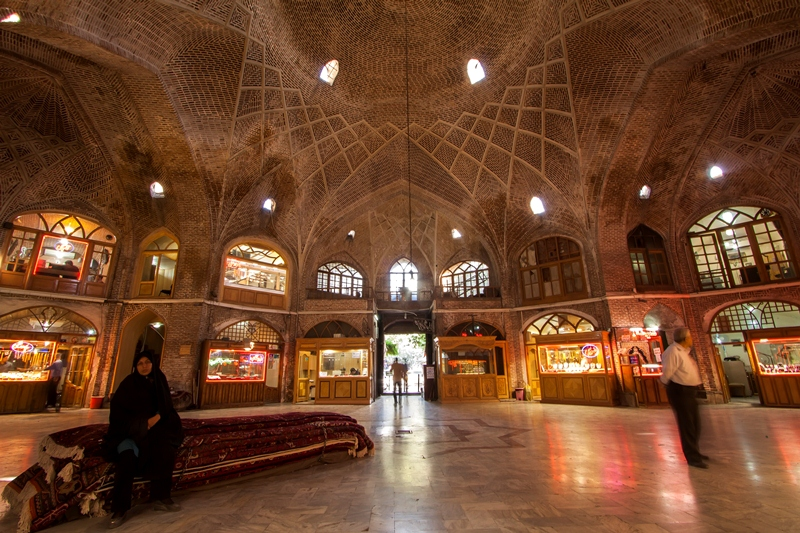
سوق (بازار) تبريز